# جایی برای پنهان شدن نیست
جایی برای پنهان شدن نیست (انگلیسی: No Place to Hide) فیلمی است که در سال ۱۹۷۰ منتشر شد. از بازیگران آن می‌توان به سیلوستر استالونه و هنری جی. ساندرز اشاره کرد.